# WebObjects
WebObjects is een ontwikkel- en serveromgeving voor webapplicaties. Het is oorspronkelijk ontwikkeld door NeXT en in 1996 overgenomen door Apple.
De software combineert gegevens uit meerdere bronnen, zoals relationele databases, presenteert deze aan gebruikers via internet en past deze aan op basis van gebruikersacties. Het wordt onder meer gekenmerkt door een strikte scheiding van gegevensbeheer, verwerkingsprocessen en gebruikersinterface - volgens het ontwerppatroon van het model-view-controller-model (MVC). De oorspronkelijke implementatie in Objective-C werd in versie 5.0 vervangen door een in Java.
Bij de presentatie van versie 1.0 was WebObjects een van de eerste applicatieservers in 1995. Het wordt gekenmerkt door een hoge mate van integratie van ontwikkelingshulpmiddelen. Het is een typisch Computer-aided software engineering (CASE) hulpmiddel dat kan worden gebruikt om web-gebaseerde applicaties te bouwen en uit te voeren.
Bekende voorbeelden van het gebruik van WebObjects zijn de Apple Webshop en iTunes Store.

## Gebruiksrechten
WebObjects is geen open source, maar in principe gratis te gebruiken omdat de gebruiksrechten gekoppeld zijn aan die van Xcode. Xcode is de ontwikkelomgeving (IDE) van Apple en is gratis verkrijgbaar. Om Xcode opnieuw te gebruiken, is alleen een Mac OS X-licentie vereist. De door Apple aanbevolen tool voor het ontwikkelen van WebObjects-software is WOLips. WOLips wordt ontwikkeld als onderdeel van een open source-project. In een ander open source project genaamd Project Wonder (zie externe links) worden herbruikbare componenten voor de ontwikkeling van WebObjects gemaakt. De ontwikkeling van WebObjects werd gestopt met de laatste update in 2008. Sinds 2009 werd WebObjects niet langer opgenomen in Xcode.